# Grenzlandstadion

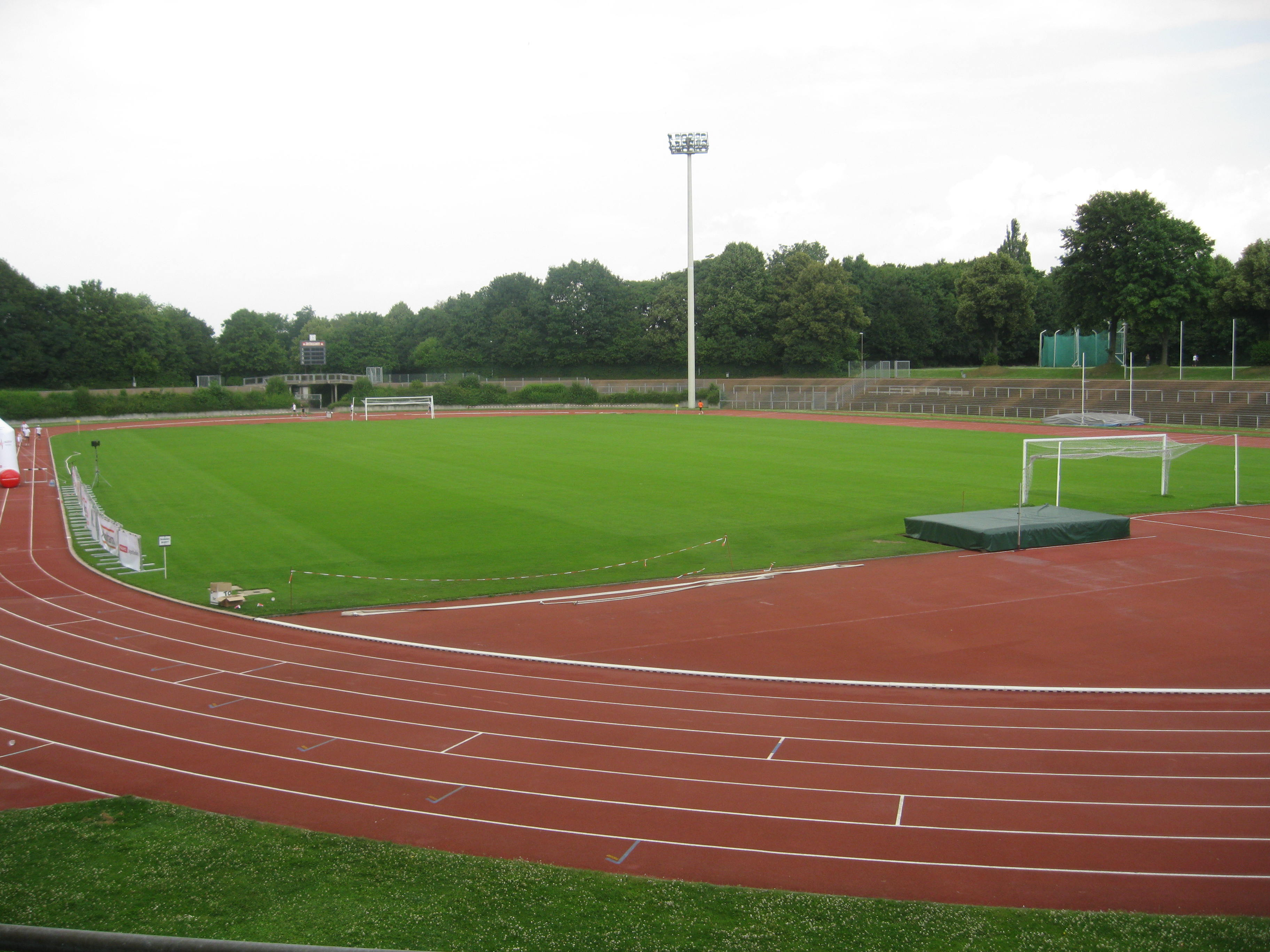
Der Innenraum (2009)

Das Grenzlandstadion ist ein Fußballstadion mit Leichtathletikanlage im Stadtteil Rheydt der nordrhein-westfälischen Großstadt Mönchengladbach. Momentan ist es die Spielstätte der in der 2. Frauen-Bundesliga Staffel Nord spielenden Frauenmannschaft und der in der Regionalliga West spielenden U23-Mannschaft (II. Mannschaft) von Borussia Mönchengladbach. Das Stadion liegt im Stadtbezirk Rheydt im Stadtteil Grenzlandstadion am Jahnplatz in unmittelbarer Nähe zum Jahnstadion. Früher bot das Stadion 30.000 Plätze. Heute finden noch 10.000 Zuschauer Platz auf den Rängen.

## Geschichte
Die damals noch selbständige Stadt Rheydt errichtete zwischen 1925 und 1927 auf einem ehemaligen Ziegeleigelände eine große Sportanlage, die im Wesentlichen aus einer 700 Meter langen ovalen Aschenbahn und zwei in deren Innenraum liegenden Fußballplätzen bestand. Im Eingangsbereich wurde auf einem Sockel von 24 Meter Durchmesser ein 15 Meter hohes kupfernes Ehrenmal für die Kriegstoten errichtet, das von dem Bildhauer Walther Kniebe geschaffen wurde.
Unter der nationalsozialistischen Diktatur wurde die Anlage nach einem SA-Angehörigen in Heinz-Brands-Kampfbahn umbenannt und für Großkundgebungen genutzt. Das Kriegerdenkmal wurde 1940 beseitigt und eingeschmolzen. Die Sportanlagen wurden 1943 durch Luftangriffe weitgehend zerstört. Nach Kriegsende wurde auf dem Stadionareal zunächst ein US-Militärlazarett errichtet. In den 1950er Jahren wurde das Stadion, nunmehr in klassischem Format mit einer 400-Meter-Bahn und darinliegendem Fußballfeld, neu errichtet. Für den Bau der Stadionwälle wurden dabei 300.000 m³ Trümmerschutt aus der zerstörten Rheydter Innenstadt verwendet. Auf Betonstufen wurden 30.000 Plätze, darunter 3.000 Sitzplätze eingerichtet. Die offizielle Wiedereröffnung fand am 3. Juli 1960 statt.
Zur Saison 1960/61 zog Borussia Mönchengladbach, das damals in der Fußball-Oberliga West spielte, aus dem maroden und unzureichend ausgebauten Bökelbergstadion ins Rheydter Grenzlandstadion um. Dies veranlasste die Stadt Mönchengladbach, das Bökelbergstadion auszubauen, woraufhin die Borussia 1962 wieder nach Mönchengladbach zurückkehrte. Im Jahre 1965 wurde ein erneuter Wechsel ins Grenzlandstadion erwogen, dessen Fassungsvermögen kurzfristig auf 63.000 ausgebaut hätte werden können. Nach dem Bau einer überdachten Tribüne am Bökelberg wurden die Umzugspläne jedoch endgültig verworfen.
Ein Zuschauerrekord im Grenzlandstadion wurde beim Landesturnfest 1960 mit 25.000 Zuschauern erreicht.

## Heutige Nutzung
Bei Fußballspielen finden heute maximal 10.000 Zuschauer auf ca. 2.500 überdachten Sitzplätzen und 7.500 unüberdachten Stehplätzen Platz. Das Stadion besitzt seit 1981 eine überdachte Tribüne, die in der Länge des Spielfeldes aufgebaut ist. Um das Spielfeld herum sind die Stehplatzränge. Die Rasenfläche wird von einer Leichtathletikanlage umrandet.
Außerdem gibt es eine Bouleanlage, mit 3 internationalen Bahnen oder 5 nationalen Bahnen, auf der die Mönchengladbacher
Stadtmeisterschaften im Pétanque vom DJK Sportfreunde 08 Rheydt e. V. ausgerichtet werden.
Vom 28. bis zum 30. Juni 2002 wurden die 61. Deutschen Jugendmeisterschaften/15. Deutschen B-Jugendmeisterschaften und Deutsche Staffelmeisterschaften hier ausgetragen.
In der Saison 2006/07 betrug der Zuschauerschnitt bei Spielen der U23 von Borussia Mönchengladbach etwa 1.260. Nach dem Abstieg in die Oberliga sank der Schnitt auf ca. 500 Zuschauer, in der Regionalliga West in der Saison 2008/09 wurden durchschnittlich nur 400 Zuschauer gezählt.
Das Stadion wird aber nicht nur zum Fußball spielen genutzt, sondern bietet für jeden Hobby-Sportler genug Möglichkeiten. Tagsüber ist das Stadion frei zu betreten und kann somit genutzt werden.
Einzelanlagen:
- Laufbahnen (Rundbahn, Kurzstreckenbahn, Hindernislaufbahnen mit Wassergraben)
- Sprunganlagen (Stabhochsprunganlage, Weitsprunganlage, Dreisprunganlage)
- Kugelstoßanlage (Stoßkreis und Stoßsektor)
- Bouleanlage mit 3 internationalen oder 5 nationalen Bahnen

Bis 2005 wurde das Grenzlandstadion außerdem von dem American-Football-Team Mönchengladbach Mavericks genutzt.